# Pérou aux Jeux olympiques d'hiver de 2014
Le Pérou participe aux Jeux olympiques d'hiver de 2014 à Sotchi en Russie du 7 au 23 février 2014. Il s'agit de sa deuxième participation à des Jeux d'hiver.
La délégation est composée de trois athlètes. Un d'entre eux participe aux compétitions masculines de slalom et slalom géant lors des épreuves de ski alpin. La seule représentante féminine participe également aux compétitions de slalom et slalom géant lors des épreuves de ski alpin. Le dernier participant concourt à ses deuxièmes Jeux olympiques d'hiver aux 15 kilomètres hommes (style classique) lors des épreuves de ski de fond.
Le Pérou fait partie des nations qui n'ont pas remporté de médaille durant ces Jeux olympiques d'hiver.

## Participation
Il s'agit de la deuxième participation de l'équipe du Pérou aux Jeux olympiques d'hiver.
Trois athlètes vont prendre part à la compétition : Roberto Carcelen en ski de fond, Ornella Oettl-Reyes (en) et Manfred Oettl-Reyes (en) en ski alpin.
Aux Jeux olympiques d'hiver de 2014, les trois athlètes de l'équipe du Pérou ont participé aux épreuves suivantes : 
| Sport       | Hommes | Femmes | Total |
| ----------- | ------ | ------ | ----- |
| Ski alpin   | 1      | 1      | 2     |
| Ski de fond | 1      | 0      | 1     |
| Total       | 2      | 1      | 3     |

## Préparation
Le règlement de qualification de la Fédération internationale de ski autorise uniquement les pays ne disposant d'aucun athlète classé dans les 500 meilleurs skieurs mondiaux à sélectionner un homme et une femme dans les épreuves techniques si ces derniers ont obtenu une moyenne inférieure à 140 points lors de cinq courses reconnues par la FIS.
La délégation péruvienne, ne disposant d'aucun athlète classé parmi les 500 meilleurs, a envoyé trois athlètes répondant au second critère aux Jeux olympiques d'hiver de 2014.
En ski alpin, la délégation a sélectionné un homme et une femme pour les épreuves techniques du slalom et du slalom géant. Il s'agit de Manfred Oettl-Reyes et de Ornella Oettl-Reyes. Ces deux athlètes sont frère et sœur. Ils sont nés en Allemagne, d'une mère péruvienne. Ils ont participé à leurs seconds Jeux olympiques d'hiver après ceux de Vancouver en 2010. Ils se sont entraînés et préparés pour les Jeux dans les stations alpines.
Le troisième athlète péruvien engagé a été le fondeur Roberto Carcelen. Âgé de 42 ans et consultant chez Microsoft, l'athlète participe pour la seconde fois aux Jeux olympiques d'hiver après ceux de Vancouver en 2010. Vivant à Seattle, Roberto Carcelen s'entraîne aux États-Unis. Son objectif est de ne pas abandonner et de terminer la course. Deux semaines avant la compétition, il s'est fracturé deux côtés, mais a tout de même décidé de participer aux 15 kilomètres hommes.

## Cérémonie d'ouverture et de clôture
Selon la coutume, la Grèce, berceau des Jeux olympiques, ouvre le défilé des nations, tandis que la Russie, en tant que pays organisateur, ferme la marche. Les autres pays défilent selon leur ordre alphabétique en russe, langue officielle du pays organisateur et selon l'alphabet cyrillique. Le Pérou est la 57e des 88 délégations à entrer dans le Stade olympique Ficht de Sotchi au cours du défilé des nations durant la cérémonie d'ouverture, après le Paraguay et avant la Pologne. Le porte-drapeau était le fondeur Roberto Carcelen, un des trois représentants de la délégation.
La cérémonie de clôture a lieu également au Stade olympique Ficht. Les porte-drapeaux des différentes délégations entrent ensemble dans le stade olympique. L'athlète du Pérou, Roberto Carcelen, porte à nouveau le drapeau lors de la cérémonie de clôture après l'avoir porté lors de la cérémonie d'ouverture.

## Épreuves

### Ski de fond
Le fondeur péruvien Roberto Carcelen a participé à l'épreuve de ski de fond du 15 kilomètres hommes (style classique). Blessé, il a terminé à la 87e et dernière position de la course, à 27 minutes et 59,6 secondes du champion olympique suisse Dario Cologna. 
| Athlètes             | Épreuve                                              | Temps             | Rang |
| -------------------- | ---------------------------------------------------- | ----------------- | ---- |
| Dawa Dachhiri Sherpa | Ski de fond - 15 kilomètres hommes (style classique) | 1 h 06 min 28 s 9 | 87e  |

### Ski alpin

#### Slalom géant hommes
Le skieur péruvien Manfred Oettil-Reyes a terminé à la 78e et avant-dernière place de la première manche. Il a toutefois également participé à la seconde manche où il réalise le 58e temps de la manche. Au classement final, il est 70e à 35 secondes et 67 centièmes du vainqueur Ted Ligety.
| Athlète              | Épreuve      | Manche 1      | Manche 1 | Manche 2      | Manche 2 | Total         | Total |
| Athlète              | Épreuve      | Temps         | Rang     | Temps         | Rang     | Temps         | Rang  |
| -------------------- | ------------ | ------------- | -------- | ------------- | -------- | ------------- | ----- |
| Manfred Oettil-Reyes | Slalom géant | 1 min 47 s 05 | 78e      | 1 min 33 s 91 | 58e      | 3 min 20 s 96 | 70e   |

#### Slalom hommes
Le skieur péruvien Manfred Oettil-Reyes a terminé à la 65e place de la première manche. Il a toutefois également participé à la seconde manche où il ne termine pas sa course. Il n'est donc pas placé dans le classement final.
| Athlète              | Épreuve | Manche 1 | Manche 1 | Manche 2 | Manche 2 | Total | Total |
| Athlète              | Épreuve | Temps    | Rang     | Temps    | Rang     | Temps | Rang  |
| -------------------- | ------- | -------- | -------- | -------- | -------- | ----- | ----- |
| Manfred Oettil-Reyes | Slalom  | 58 s 36  | 65e      | DNF      | DNF      | DNF   | DNF   |

#### Slalom géant femmes
La skieuse péruvienne Ornella Oettil-Reyes a terminé à la 64e place de la première manche. Elle a toutefois également participé à la seconde manche où elle réalise le 58e temps de la manche. Au classement final, elle est classée 57e à 29 secondes et 45 centièmes de la vainqueur Tina Maze.
| Athlète              | Épreuve      | Manche 1      | Manche 1 | Manche 2      | Manche 2 | Total         | Total |
| Athlète              | Épreuve      | Temps         | Rang     | Temps         | Rang     | Temps         | Rang  |
| -------------------- | ------------ | ------------- | -------- | ------------- | -------- | ------------- | ----- |
| Ornella Oettil-Reyes | Slalom géant | 1 min 32 s 87 | 62e      | 1 min 33 s 45 | 58e      | 3 min 06 s 32 | 57e   |

#### Slalom femmes
La skieuse péruvienne Ornella Oettil-Reyes n'a terminé la première manche. Elle n'a pas participé à la seconde manche. Elle n'est donc pas placée dans le classement final.
| Athlète              | Épreuve | Manche 1 | Manche 1 | Manche 2 | Manche 2 | Total | Total |
| Athlète              | Épreuve | Temps    | Rang     | Temps    | Rang     | Temps | Rang  |
| -------------------- | ------- | -------- | -------- | -------- | -------- | ----- | ----- |
| Ornella Oettil-Reyes | Slalom  | DNF      | DNF      | DNF      | DNF      | DNF   | DNF   |